# Milan Feranec
Milan Feranec (18. ledna 1964 Snina – 10. ledna 2025) byl politik a právník slovenského původu žijící v České republice, od února 2014 do listopadu 2017 náměstek ministra dopravy ČR, od října 2017 poslanec Poslanecké sněmovny PČR, od roku 2014 zastupitel města Olomouc, člen hnutí ANO 2011. Zemřel v lednu 2025 v důsledku nádorového onemocnění ledvin.

## Život
V letech 1983 až 1987 vystudoval Vojenskou politickou akademii Klementa Gottwalda v Bratislavě. Ještě na škole se rozhodl vstoupit do KSČ.
V letech 1990 až 1995 vystudoval Právnickou fakultu Masarykovy univerzity (získal titul Mgr.). Již během studia pracoval jako obchodní zástupce, poté jako podnikový právník.
Mezi roky 2002 až 2009 pracoval jako manažer majetkových účastí v akciové společnosti Agrofert Holding, v roce 2010 působil na ekonomickém a právním oddělení akciové společnosti ZZN Pomoraví. V letech 2011 až 2012 byl finančním ředitelem akciové společnosti AGRO Jevišovice, následně soukromě podnikal. Dne 19. června 2014 se stal členem a předsedou dozorčí rady akciové společnosti České dráhy, v červenci 2018 byl z těchto funkcí odvolán.
Milan Feranec žil ve městě Olomouc, konkrétně v části Hodolany, a byl ženatý.
Zemřel 10. ledna 2025 kolem sedmé hodiny ranní ve věku nedožitých 61 let.

## Politické působení
Byl členem hnutí ANO 2011. Na začátku února 2014 jej jmenoval ministr dopravy ČR Antonín Prachař svým prvním náměstkem, na starosti měl ekonomiku a evropské fondy. O rok později jej další ministr dopravy ČR Dan Ťok převedl na post řadového náměstka na odboru. V červnu 2015 se stal náměstkem člena vlády na Ministerstvu dopravy ČR. Na funkci v listopadu 2017 rezignoval, jelikož byl zvolen poslancem a obě funkce jsou neslučitelné.
V komunálních volbách v roce 2014 byl z pozice lídra kandidátky hnutí ANO 2011 zvolen zastupitelem města Olomouc. V krajských volbách v roce 2016 kandidoval za hnutí ANO 2011 do Zastupitelstva Olomouckého kraje, ale neuspěl (skončil na pozici prvního náhradníka). V komunálních volbách v roce 2018 obhájil post zastupitele města. Opětovně mandát obhájil i v komunálních volbách v roce 2022.
Ve volbách do Poslanecké sněmovny PČR v roce 2013 kandidoval za hnutí ANO 2011 v Olomouckém kraji, ale neuspěl (stal se prvním náhradníkem). Poslancem byl zvolen až ve volbách v roce 2017, a to za hnutí ANO 2011 v Olomouckém kraji ze třetího místa kandidátky. Ve volbách do Poslanecké sněmovny PČR v roce 2021 kandidoval za hnutí ANO 2011 na 3. místě v Olomouckém kraji. Získal 2 768 preferenčních hlasů, a stal se tak znovu poslancem. V krajských volbách v roce 2024 kandidoval na 57. místě kandidátní listiny hnutí ANO v Olomouckém kraji, ale nebyl zvolen. Mandát poslance mu zanikl v lednu 2025 jeho úmrtím, nahradil jej Bohuslav Hudec.